# Flávio Conceição
Flávio Conceição   (Santa Maria da Serra, 12 de juny de 1974) és un exfutbolista brasiler, que jugava de migcampista.
Conceição va gaudir d'una carrera exitosa a Espanya, on va jugar a dos clubs, inclòs el Reial Madrid, amb el qual va guanyar sis títols importants, i també va representar el Brasil en més de 40 ocasions.

## Biografia
Nascut a Santa Maria da Serra, São Paulo, Conceição va començar la seva carrera amb Rio Branco el 1992. Després es va unir al Palmeiras un any després, i va acumular més de 100 aparicions al primer equip durant el seu període. Això va cridar l'atenció del club espanyol, Deportivo de La Corunya, que va pagar 5,2 milions d'euros per ell després dels Jocs Olímpics d'estiu de 1996.
Jugant al costat del seu compatriota Mauro Silva al centre del camp, Conceição es va convertir gradualment en una força clau en l'ascens dels gallecs al futbol espanyol, ja que va marcar quatre gols en 27 partits en la conquesta de la lliga de l'equip 1999-2000. Això va portar a un trasllat l'any 2000 al Reial Madrid, un altre equip de la Lliga, per valor de 26 milions d'euros.
Tot i que va jugar poc, el Conceição va guanyar dos títols de lliga i l'edició 2001-02 de la UEFA Champions League; en aquella competició, va preparar a Steve McManaman per a la darrera victòria per 2-0 a la semifinal contra el FC Barcelona al Camp Nou. Va passar la campanya 2003–04 cedit al Borussia Dortmund, on també va jugar irregularment.
L'estiu del 2004, Conceição es va traslladar al Galatasaray de Turquia. En la seva primera i única temporada va guanyar la Copa de Turquia, però no va arribar a la Lliga de Campions, activant així una clàusula del seu contracte que li va permetre marxar, i va fitxar pel Panathinaikos de Grècia.
Afectat per lesions i pèrdua de forma, Conceição va ser alliberat i es va retirar a trenta-dos anys.

## Títols
- Campeonato Brasileiro Série A: 1993, 1994
- Campeonato Paulista: 1994, 1996
- Preolímpic de la CONMEBOL: 1996
- Copa Amèrica: 1997, 1999
- Copa Confederacions: 1997
- Lliga de Campions de la UEFA: 2002
- Supercopa d'Europa de futbol: 2002
- Copa Intercontinental: 2002
- lliga espanyola: 2000, 2001, 2003
- Copa de Turquia: 2005